# 山本理仁
山本 理仁（やまもと りひと、2001年12月12日 - ）は、神奈川県相模原市出身のプロサッカー選手。ジュピラー・プロ・リーグ・シント＝トロイデンVV所属。ポジションはミッドフィールダー。Jリーグ・東京ヴェルディ所属の山本丈偉は実弟。

## 来歴
2019年より高校2年生ながら飛び級で東京ヴェルディのトップチームに昇格した。5月5日、第12節のV・ファーレン長崎戦で途中出場からトップデビューを果たした。2020年8月29日、第29節の京都サンガ戦でプロ入り初ゴールを決めた。
2022年7月24日、ガンバ大阪への完全移籍が発表された。10月1日、第31節の柏レイソル戦で途中出場からJ1デビューを果たした。
2023年6月30日、契約期間を2023年7月1日から2024年6月30日までとして、ジュピラー・プロ・リーグのシント・トロイデンVVへ期限付き移籍が発表された。同シーズンは途中出場が中心ながらリーグ戦33試合出場を果たした。
2024年6月30日、シント・トロイデンへ完全移籍することが発表された。7月3日、パリオリンピックに臨むU-23日本代表メンバーに選出され、パラグアイとの初戦で左足ミドルで1ゴールを記録。マリとの第2戦でも値千金の先制点を決めて勝利に導き、決勝トーナメント進出に貢献。

## 所属クラブ
- つくい中央FC
- 東京ヴェルディジュニア
- 東京ヴェルディジュニアユース
- 東京ヴェルディユース
- 2019年 - 2022年7月  東京ヴェルディ1969
- 2022年7月 - 2024年6月  ガンバ大阪
  - 2023年7月 - 2024年  シント＝トロイデンVV （期限付き移籍）
- 2024年 -  シント＝トロイデンVV

## 個人成績
| 国内大会個人成績 | 国内大会個人成績   | 国内大会個人成績 | 国内大会個人成績 | 国内大会個人成績 | 国内大会個人成績 | 国内大会個人成績 | 国内大会個人成績 | 国内大会個人成績 | 国内大会個人成績 | 国内大会個人成績 | 国内大会個人成績 |
| 年度             | クラブ             | 背番号           | リーグ           | リーグ戦         | リーグ戦         | リーグ杯         | リーグ杯         | オープン杯       | オープン杯       | 期間通算         | 期間通算         |
| 年度             | クラブ             | 背番号           | リーグ           | 出場             | 得点             | 出場             | 得点             | 出場             | 得点             | 出場             | 得点             |
| 日本             | 日本               | 日本             | 日本             | リーグ戦         | リーグ戦         | リーグ杯         | リーグ杯         | 天皇杯           | 天皇杯           | 期間通算         | 期間通算         |
| ---------------- | ------------------ | ---------------- | ---------------- | ---------------- | ---------------- | ---------------- | ---------------- | ---------------- | ---------------- | ---------------- | ---------------- |
| 2019             | 東京V              | 20               | J2               | 22               | 0                | -                | -                | 1                | 0                | 23               | 0                |
| 2020             | 東京V              | 21               | J2               | 35               | 1                | -                | -                | -                | -                | 35               | 1                |
| 2021             | 東京V              | 6                | J2               | 30               | 1                | -                | -                | 1                | 0                | 31               | 1                |
| 2022             | 東京V              | 6                | J2               | 17               | 1                | -                | -                | 0                | 0                | 17               | 1                |
| 2022             | G大阪              | 6                | J1               | 2                | 0                | -                | -                | -                | -                | 2                | 0                |
| 2023             | G大阪              | 6                | J1               | 11               | 0                | 4                | 0                | 0                | 0                | 15               | 0                |
| ベルギー         | ベルギー           | ベルギー         | ベルギー         | リーグ戦         | リーグ戦         | リーグ杯         | リーグ杯         | ベルギー杯       | ベルギー杯       | 期間通算         | 期間通算         |
| 2023-24          | シント＝トロイデン | 6                | ジュピラー       | 28               | 0                | -                | -                | 2                | 0                | 30               | 0                |
| 2024-25          | シント＝トロイデン | 6                | ジュピラー       | 18               | 0                | -                | -                | 2                | 0                | 20               | 0                |
| 通算             | 日本               | 日本             | J1               | 13               | 0                | 4                | 0                | 0                | 0                | 17               | 0                |
| 通算             | 日本               | 日本             | J2               | 104              | 3                | -                | -                | 2                | 0                | 116              | 3                |
| 通算             | ベルギー           | ベルギー         | ジュピラー       | 46               | 0                | -                | -                | 4                | 0                | 50               | 0                |
| 総通算           | 総通算             | 総通算           | 総通算           | 163              | 3                | 4                | 0                | 6                | 0                | 183              | 3                |

その他の公式戦
- 2024年
  - ベルギーリーグ・プレーオフ 5試合0得点
- 2025年
  - ベルギーリーグ・プレーオフ 3試合0得点

出場歴
- Jリーグ初出場 - 2019年5月5日 J2第12節 vsV・ファーレン長崎（味の素スタジアム）
- Jリーグ初得点 - 2020年8月29日 J2第15節 vs京都サンガF.C.（味の素スタジアム）
- ジュピラー・プロ・リーグ初出場 - 2023年7月30日 第1節 vsスタンダール・リエージュ（大王わさびスタイエンスタジアム）

## タイトル

### 代表
U-16日本代表
- U-16インターナショナルドリームカップ：1回（2017年）

U-21日本代表
- ドバイカップU-23：1回（2022年）

U-23日本代表
- AFC U23アジアカップ：1回（2024年）

## 代表歴
- U-15日本代表
  - 日本-メコンU-15交流プログラム（2015年）
  - デッレナツィオーニトーナメント（2016年）
- U-16日本代表
  - モンテギュー国際大会（2017年）
  - U-16インターナショナルドリームカップ（2017年）
- U-17日本代表
  - バツラフ・イェジェク国際ユーストーナメント（2018年）
- U-18日本代表
  - リスボン国際トーナメントU-18（2018年）
  - U-19 International Tournament "Copa del Atlantico"（2019年）
  - SportChain Cup UAE（2019年）
- U-19日本代表
  - U-19インターナショナル・トーナメント（2018年）
- U-20日本代表
  - 千葉トレーニングキャンプ（2021年）
- U-21日本代表
  - JFA夢フィールドキャンプ（2022年）
  - ドバイカップU-23（2022年）
  - AFC U-23アジアカップ（2022年）
- U-22日本代表
  - 欧州遠征（2023年）
  - AFC U23アジアカップ2024予選（2023年）
- U-23日本代表
  - AFC U-23アジアカップ（2024年）
  - パリオリンピック（2024年）